# Escimne (escultor)
Escimne (grec antic: Σκύμνος, llatí: Scymnus) fou un escultor i orfebre de la plata de l'antiga Grècia molt cèlebre, però del qual no es conservava cap obra en temps de Plini el Vell. Va ser deixeble de l'escultor Crítios i, per tant, hauria florit cap a l'any 448 aC. Modernament s'ha trobat una pedra que porta el seu nom, i hom li ha atribuït l'autoria.